# Еррол Берроу
Еррол Берроу (21 січня 1920 — 1 червня 1987) — перший Прем'єр-міністр Барбадосу. Народився у Сент-Люсі в родині суспільних та політичних активістів. Еролл навчався в коледжі Гаррісона. Його сестра Ніта Берроу — займала пост генерал-губернатора Барбадосу у 1990–1995 роках.

## Біографія
Еролл Берроу служив у Королівських військово-повітряних силах під час Другої світової війни. Його було зараховано до авіації 31 грудня 1940 року і брав участь у 45 бойових вильотах на європейському театрі бойових дій.1945 року він став офіцером та особистим пілотом головнокомандувача Британської зони окупації Німеччини, сера Вільяма Шолто Дугласа.
По війні Берроу вивчав право та економіку в Лондонській школі економіки у 1949–1950 роках. Він також був головою студентської ради. Серед його однокурсників були: Форбес Бернгем, Майкл Менлі, П'єр Трюдо та Лі Кван Ю, їм усім судилось стати політичними лідерами у своїх країнах.
Еролл повернувся на Барбадос 1950 року. Наступного року він став членом Лейбористської партії Барбадосу (ЛПБ), від якої був обраний до парламенту країни. Почуття антиколоніалізму з'явилось у нього за його студентських часів у Лондоні, його не задовольняв поетапний підхід до заміни британської політики. 1955 року він заснував власну Демократичну лейбористську партію Барбадосу як альтернативу Лейбористській партії. 1961 року його партія здобула перемогу на парламентських виборах. Берроу став першим прем'єр-міністром Барбадосу з 1961 до 1966 року після проголошення незалежності від Великої Британії. Після відставки з посту прем'єр-міністра він спочатку посів посаду міністра фінансів, а потім міністра закордонних справ, яку займав упродовж десяти років.
Берроу був прибічником регіональної інтеграції, 1965 року він заснував «Caribbean Free Trade Association» (CARIFTA). За вісім років CARIFTA було перейменовано на CARICOM; окрім Берроу, до нього входили Форбс Бернгем з Гаяни, доктор Ерік Вільямс із Тринідаду і Тобаго та Майкл Менлі з Ямайки. CARICOM було створено для посилення політичних та економічних відносин між країнами Британської Співдружності Карибського басейну.

### Роки в опозиції
Після провалу на виборах 1971 року його партія ДЛП два роки вела запеклу боротьбу за скасування конституційних поправок, запропонованих урядом. Берроу зробив публічні коментарі на ці поправки й усно розкритикував тих, хто здійснив незначні процедурні зміни в порядку призначення суддів. На тлі загального економічного спаду, який уразив тоді більшість країн Карибського басейну, сприяв змінам громадських настроїв, на виборах 1976 року партія ДЛПБ провалилась.
Як непримиренний захисник суверенітету він виступав категорично проти іноземного втручання до справ країн Карибського басейну. Як лідер опозиції 1983 року він рішуче виступав проти вторгнення США до Гренади й окрім того Берроу критикував інших карибських лідерів, які приїхали у Вашингтон з надією отримати економічні вигоди від США.

### Глава уряду
У травні 1986 року, за 10 років в опозиції Берроу знову був обраний прем'єр-міністром. За результатами виборів ДЛПБ здобула 24 з 27 місць у парламенті Барбадосу. Виборча кампанія відзначилась тим, що він дав інтерв'ю на політичному мітингу за два тижні до виборів. В цьому інтерв'ю Берроу риторично спитав барбадосців, яке майбутнє вони побачили для себе, коли дивились у дзеркало: жити як емігранти в розвинених країнах чи залишатись на будівництві сильної та незалежної республіки Барбадос, щоб сперечатись з іншими малими державами, такими як Сінгапур.
Його переобрання послугувало каталізатором для націоналізму, що відроджувався в регіоні, який здебільшого підпорядковувався політиці США на початку 1980-х років. Берроу, не втрачаючи часу дистанціювався від «злиденного менталітету» своїх попередників Тома Адамса і Гарольда Бернарда Сент-Джона. На своїй першій прес-конференції як прем'єр-міністра він послався на Рейгана — «ковбой у Білому домі». В інтерв'ю для британських журналістів він характеризував президента Сполучених Штатів як «зомбі» — він запрограмована, вкрай небезпечна людина.
Берроу називав Вашингтон небезпечним не тільки для карибських держав, але й для таких країн як Канада і Велика Британія — які він характеризував як найближчих союзників Барбадосу. Його політичні супротивники вважали його нападки на Рейгана «тактичною нісенітністю», проте для більшості барбадосців його відвертість означала, що «Шкіпер» повернувся.
За рік після його переобрання прем'єр-міністр Еррол Берроу помер у своєму будинку 1 червня 1987 року.